# Loodsenarrest
Het Loodsenarrest of het arrest-Pressos Compania Naviera werd gewezen door het Europees Hof voor de Rechten van de Mens op 3 juli 1997.

## Casus
In casu ging het om een scheepsongeval aan de haven: de loods kon niet aansprakelijk worden gesteld vanwege zijn werknemersimmuniteit, waardoor de Belgische staat de finale aansprakelijke was. Om hieraan te ontsnappen werd een wet aangenomen die, met een retroactieve werking van 30 jaar, de loods tot een aangestelde van de rederij maakte, zodoende voorkomend dat zijn optreden aanleiding zou kunnen geven tot overheidsaansprakelijkheid.
Het Hof oordeelde dat zo'n wet een inbreuk vormt op art. 1 van het Eerste Protocol van het Europees Verdrag voor de Rechten van de Mens (met name het eigendomsrecht), en derhalve ontoelaatbaar is.